# 石掛美知代
石掛 美知代（いしかけ みちよ、1966年3月17日 - ）は、日本の元バレーボール選手。

## 来歴
兵庫県姫路市出身。兵庫県立氷上農業高等学校を経て1983年にイトーヨーカドーに入社。1991年ワールドカップ、1992年バルセロナ五輪に出場した。

## 球歴
- 全日本代表 - 1991-1992年
- 全日本代表としての主な国際大会出場歴
  - オリンピック - 1992年
  - ワールドカップ - 1991年

## 受賞歴
- 1991年 - 第24回日本リーグ 敢闘賞

## 所属チーム
- 姫路市立広畑中学校
- 兵庫県立氷上農業高等学校
- イトーヨーカドー（1983-1993年）